# Tortriculladia argentimaculalis
Tortriculladia argentimaculalis là một loài bướm đêm trong họ Crambidae.